# Toona ciliata

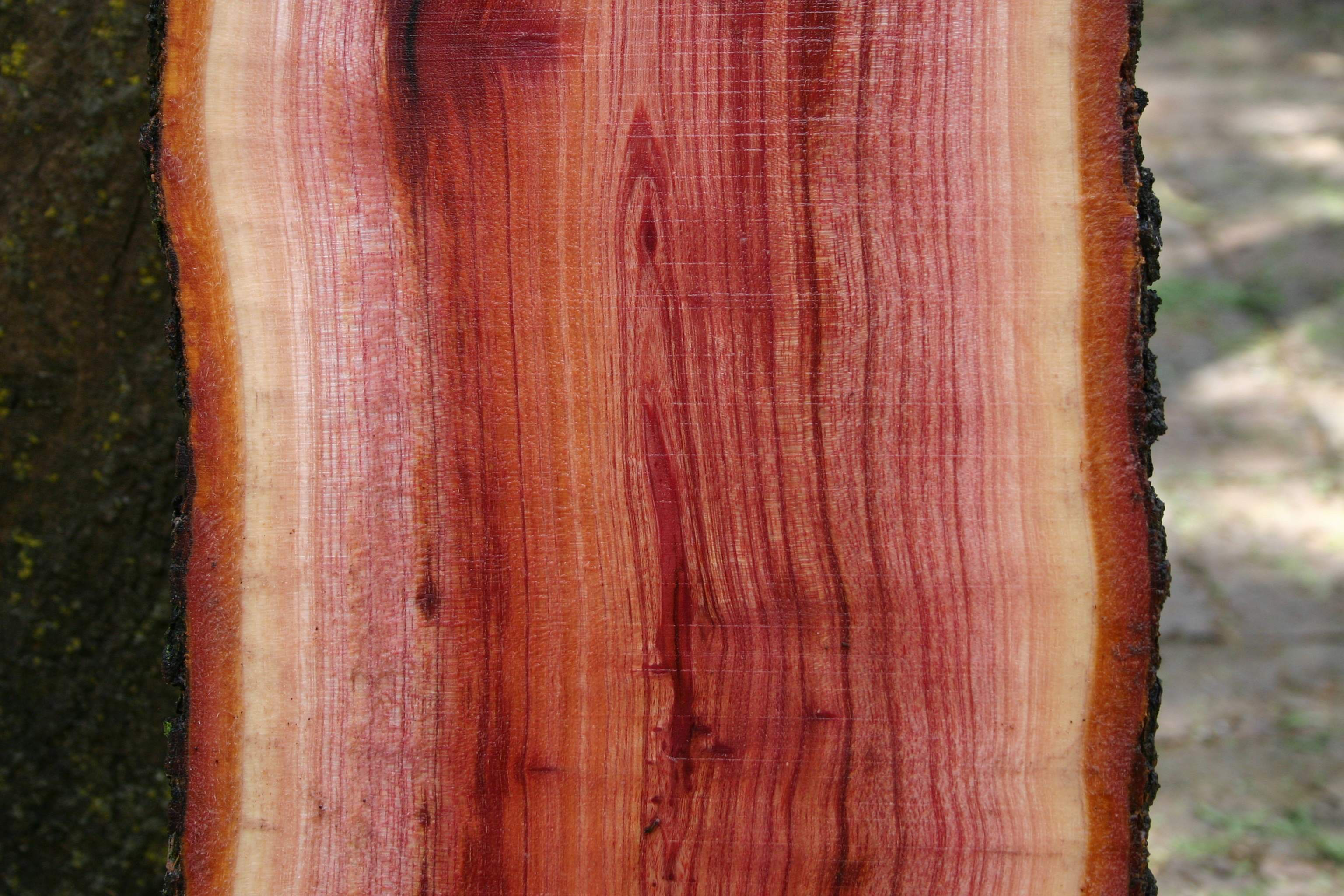
Tall fresc de Toona ciliata

Toona ciliata és una espècie d'arbre forestal dins la família Meliaceae que creix des del sud d'Àsia, Afganistan a Papua Nova Guinea i Austràlia. En anglès se'l coneix comunament red cedar (un nom comú compartit amb altres espècies d'arbres), toon o toona (també aplicat a altres membres del gènere Toona), Burma cedar, Indian cedar, moulmein cedar, Australian red cedar o Queensland red cedar. També de vegades conegut com a Indian mahogany.

## Descripció
A Austràlia en el seu hàbitat natural està actualment molt aclarit en els boscos plujosos de Nova Gal·les del Sud i Queensland. Aquesta espècie pot arribar a fer 60 m d'alt i el seu tronc 3 m de diàmetre. El més gros va ser tallat el 1883 a prop de Nulla Nulla Creek.
És un dels pocs arbres natiu d'Austràlia que és caducifoli. La fusta és de color roig, fàcil de treballar i molt preuada. Comercialment ja es considera com extint. Availability of this timber is now limited.

## Galeria

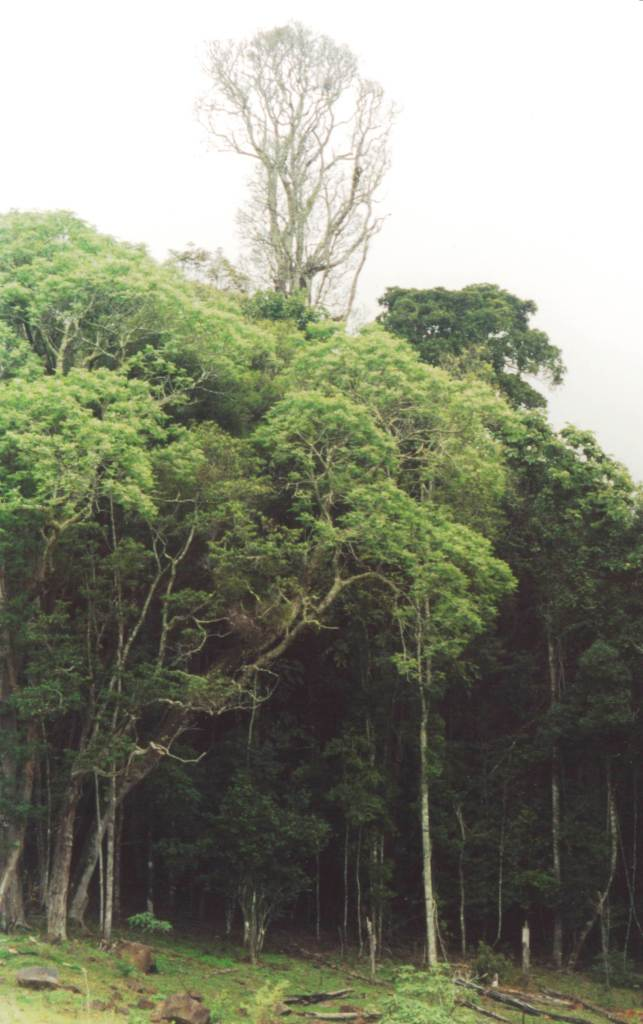
Giant red cedar, Lamington National Park, Qld
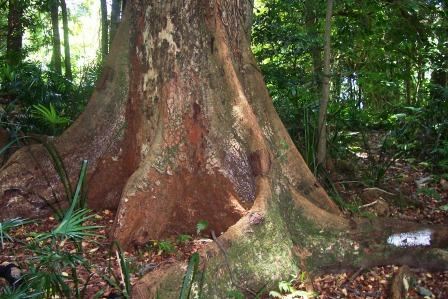
Red cedar, Mount Keira, Illawarra, NSW
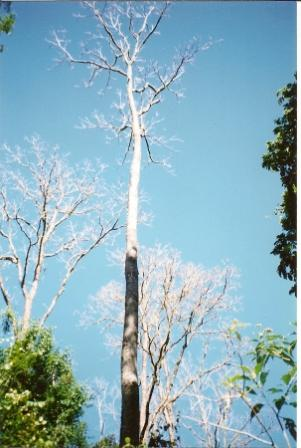
Arbres al juliol, Barrington Tops, NSW
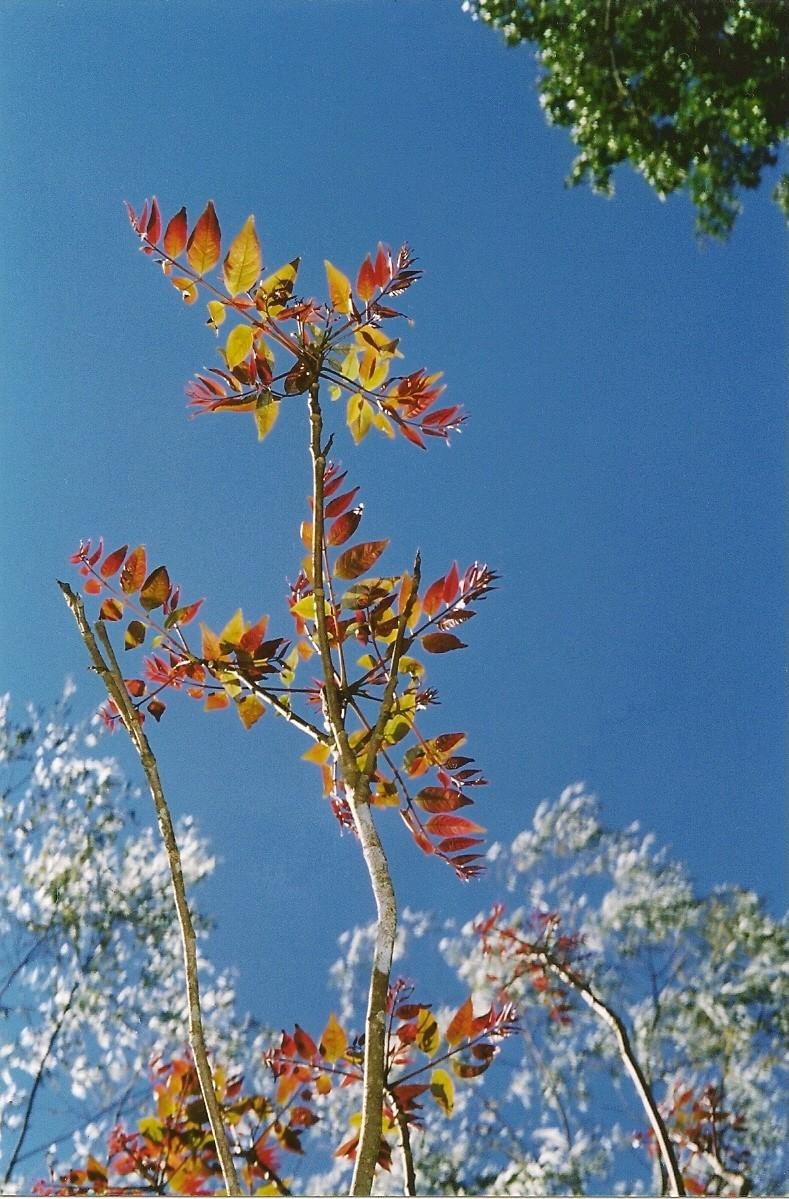
Australian red cedar - Creixement nou de setembre, Allyn River, Barrington Tops, Austràlia

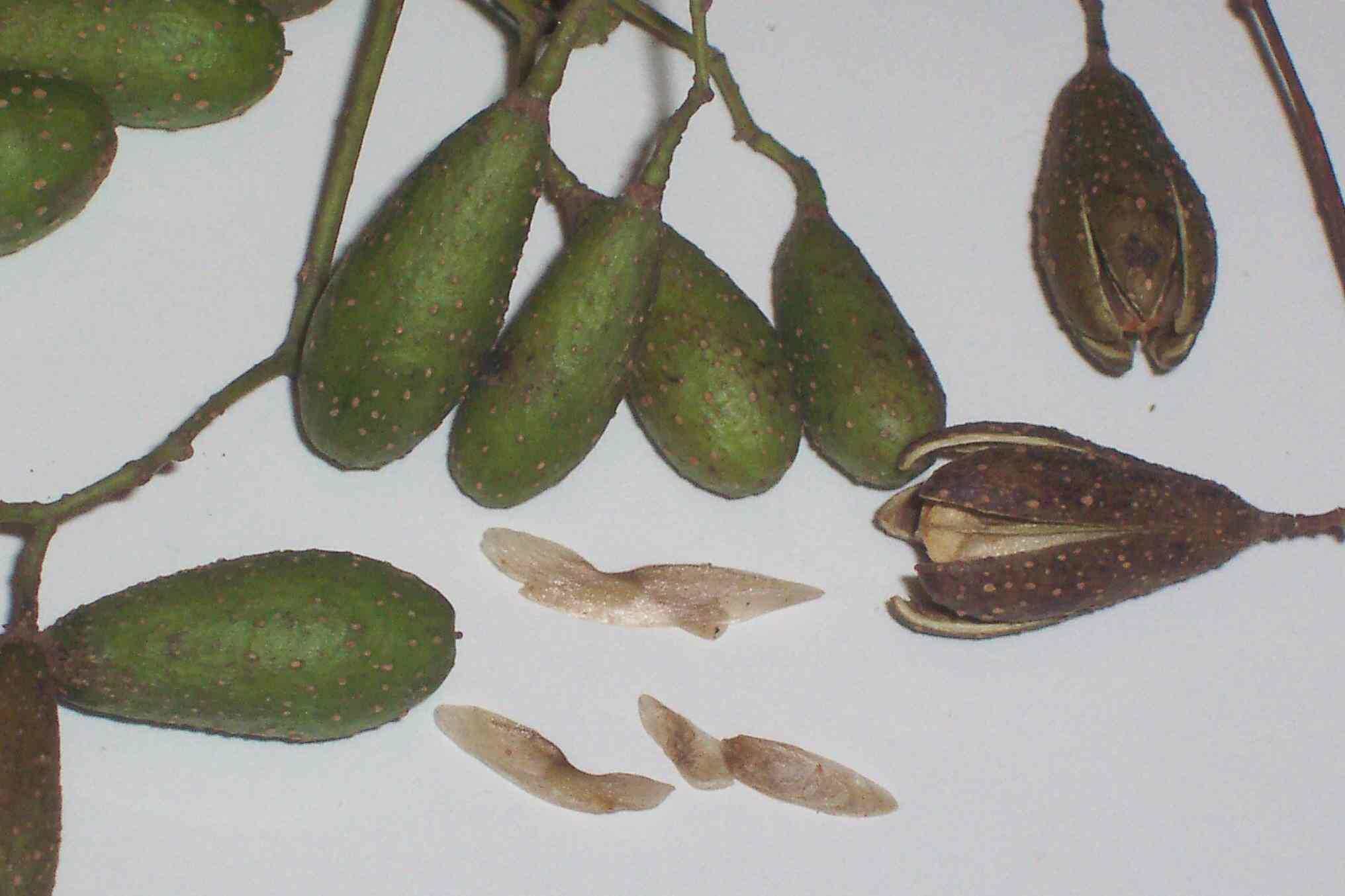
Toona ciliata - càpsules i llavors
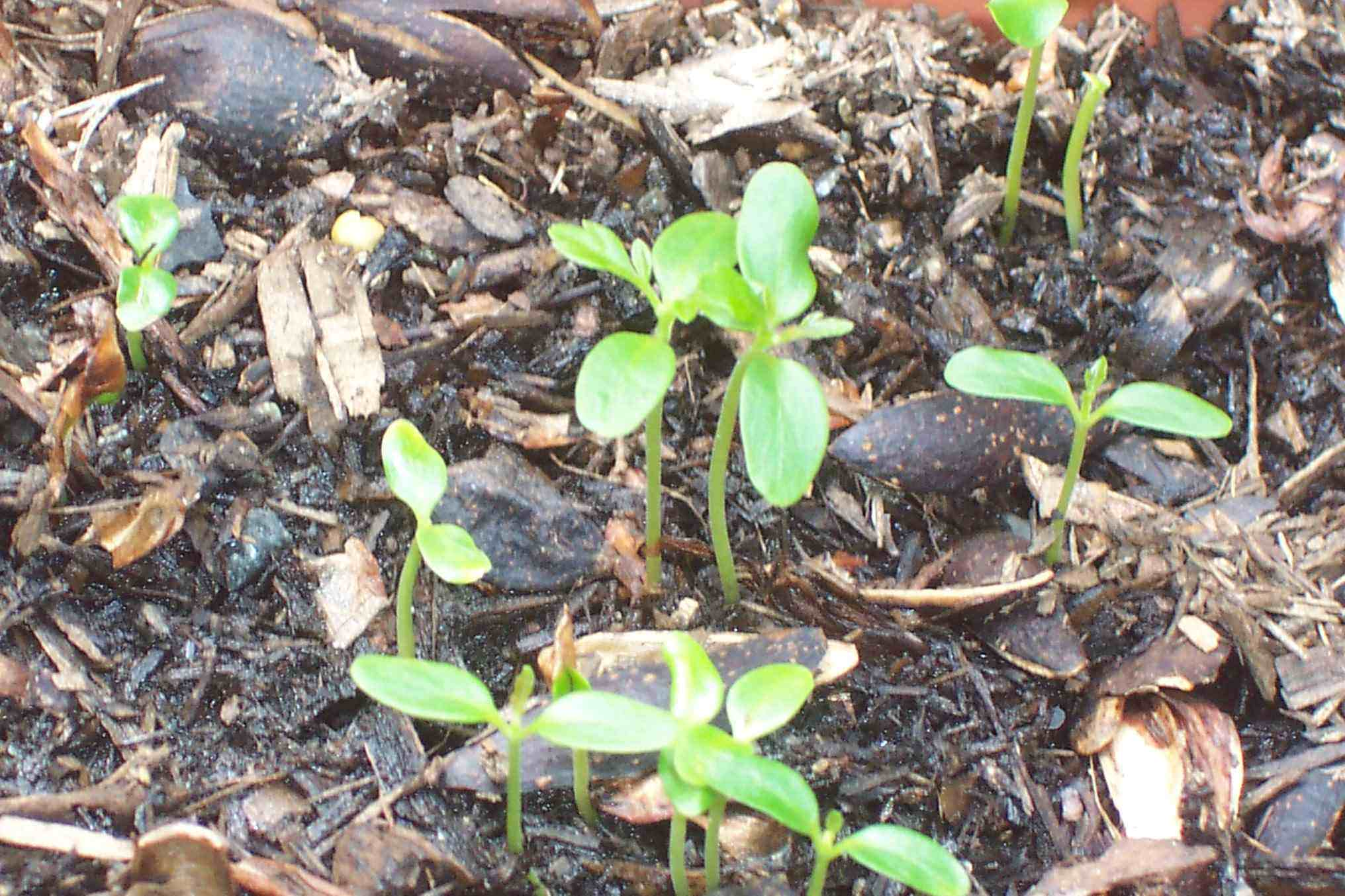
Toona ciliata - llavors que germinen
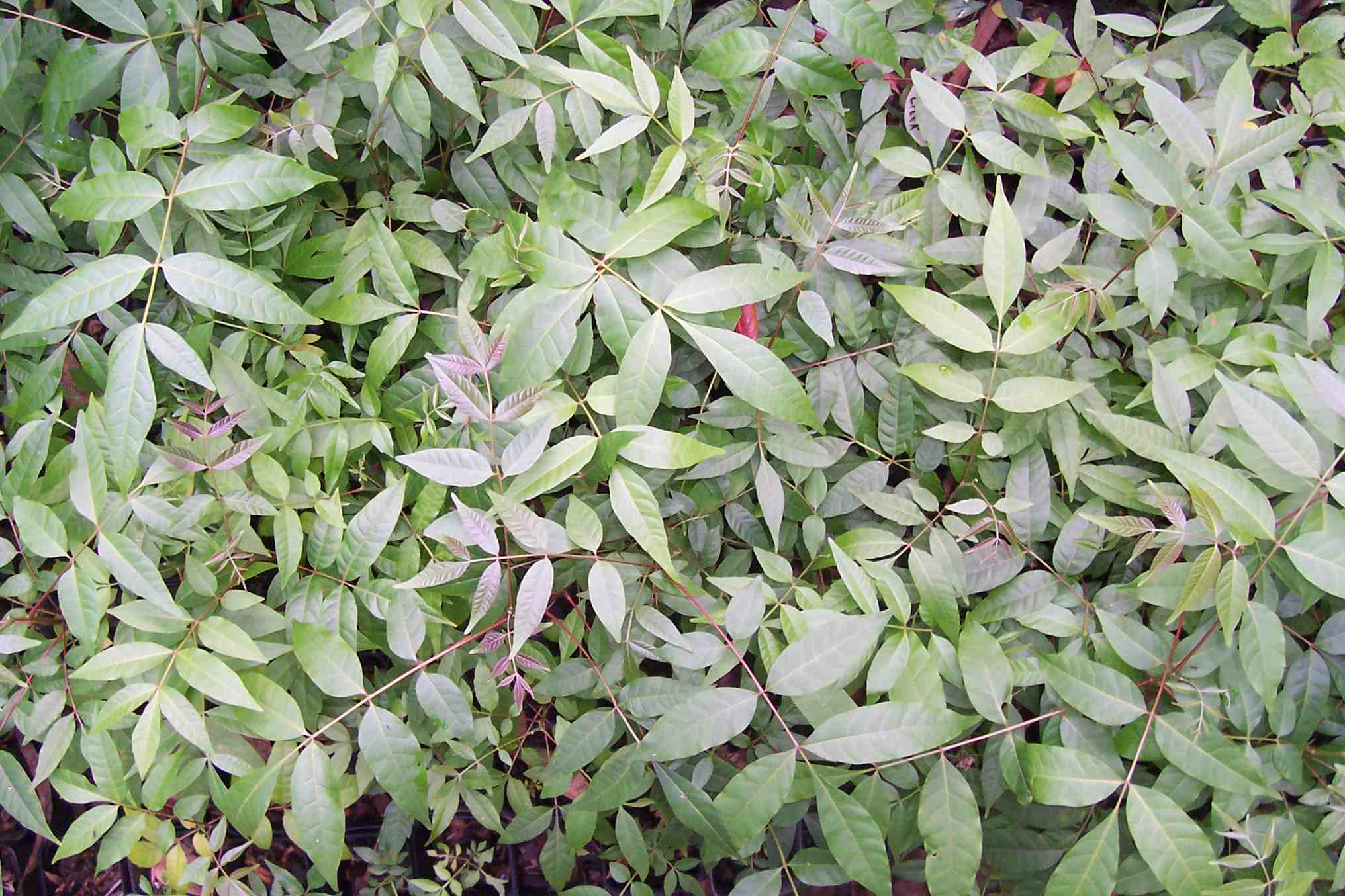
Toona ciliata - plàntules
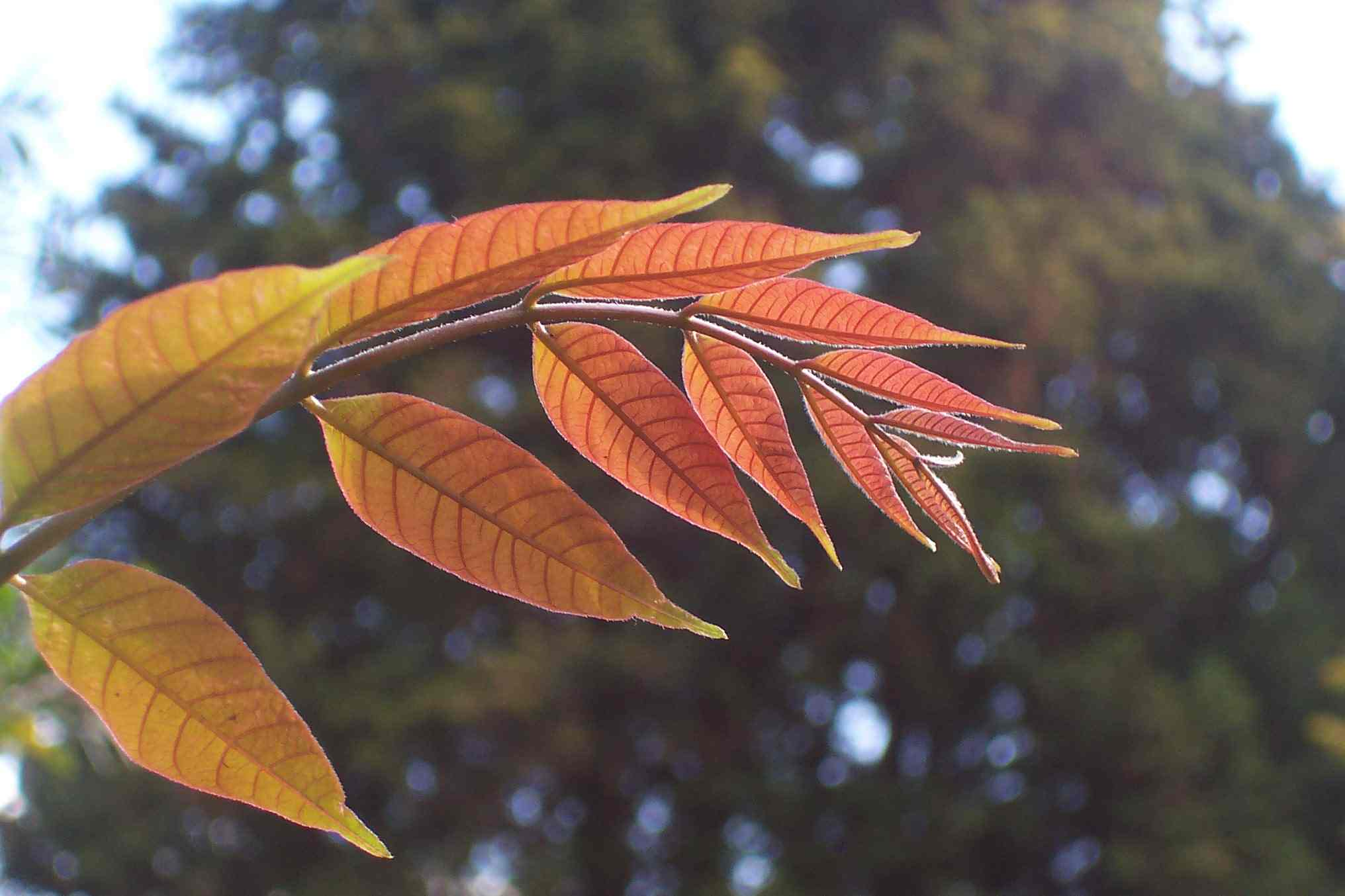
Toona ciliata - fulles roges
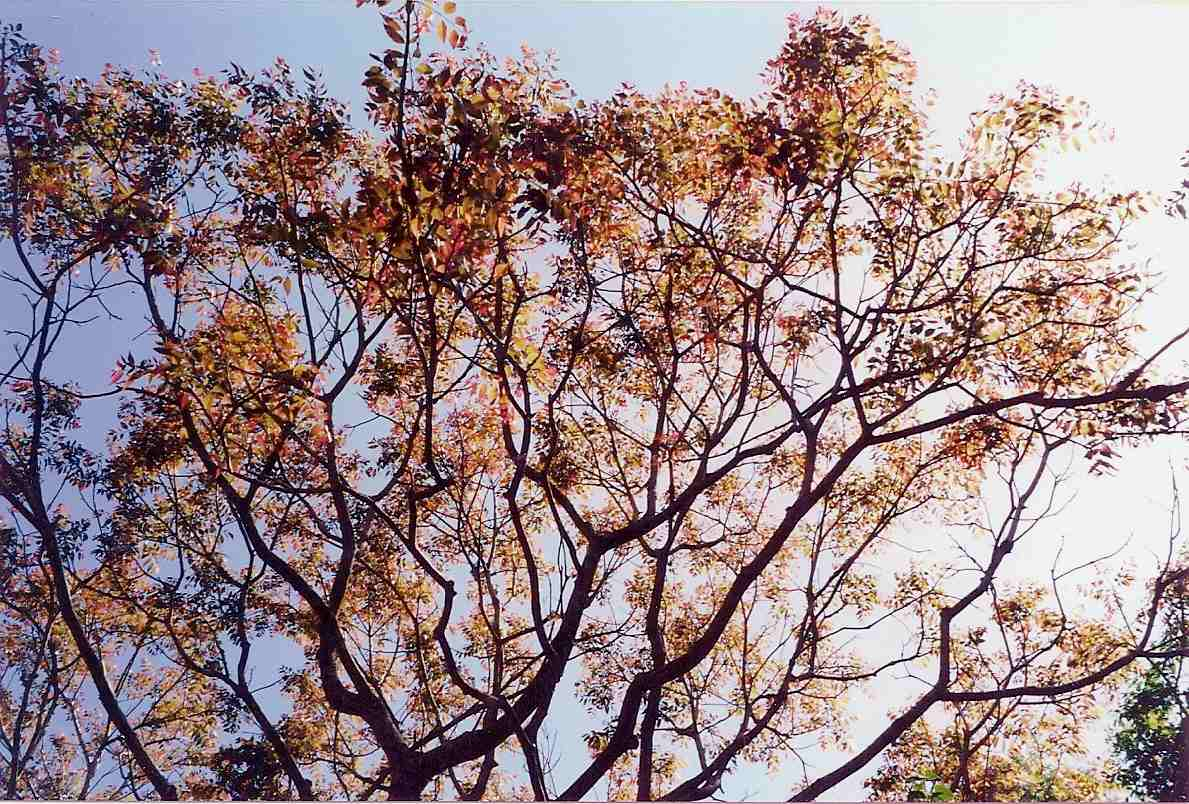
Toona ciliata - fulles roges el setembre, Mount Keira, Illawarra, NSW
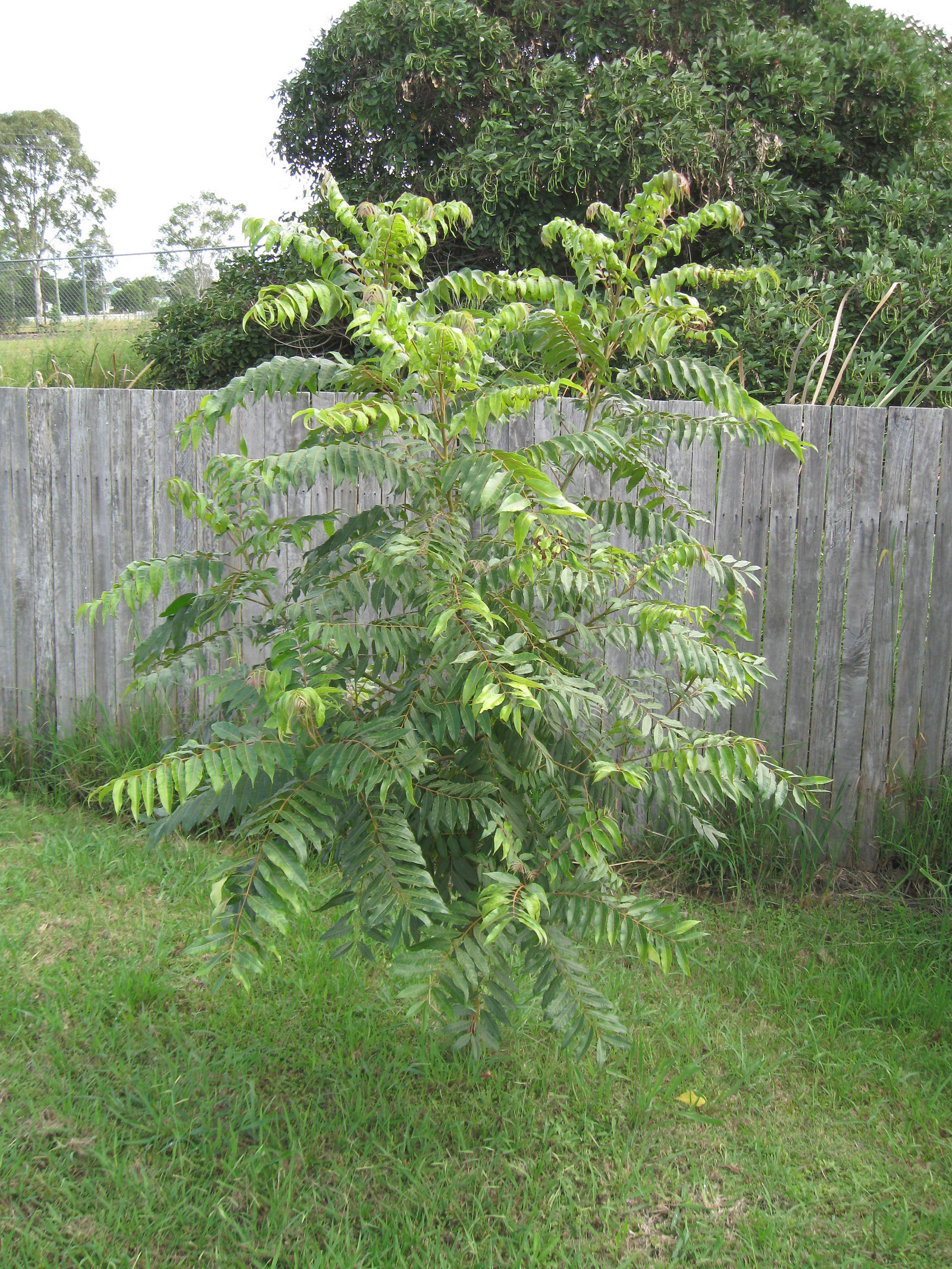
Arbre de dos anys Casino, Austràlia
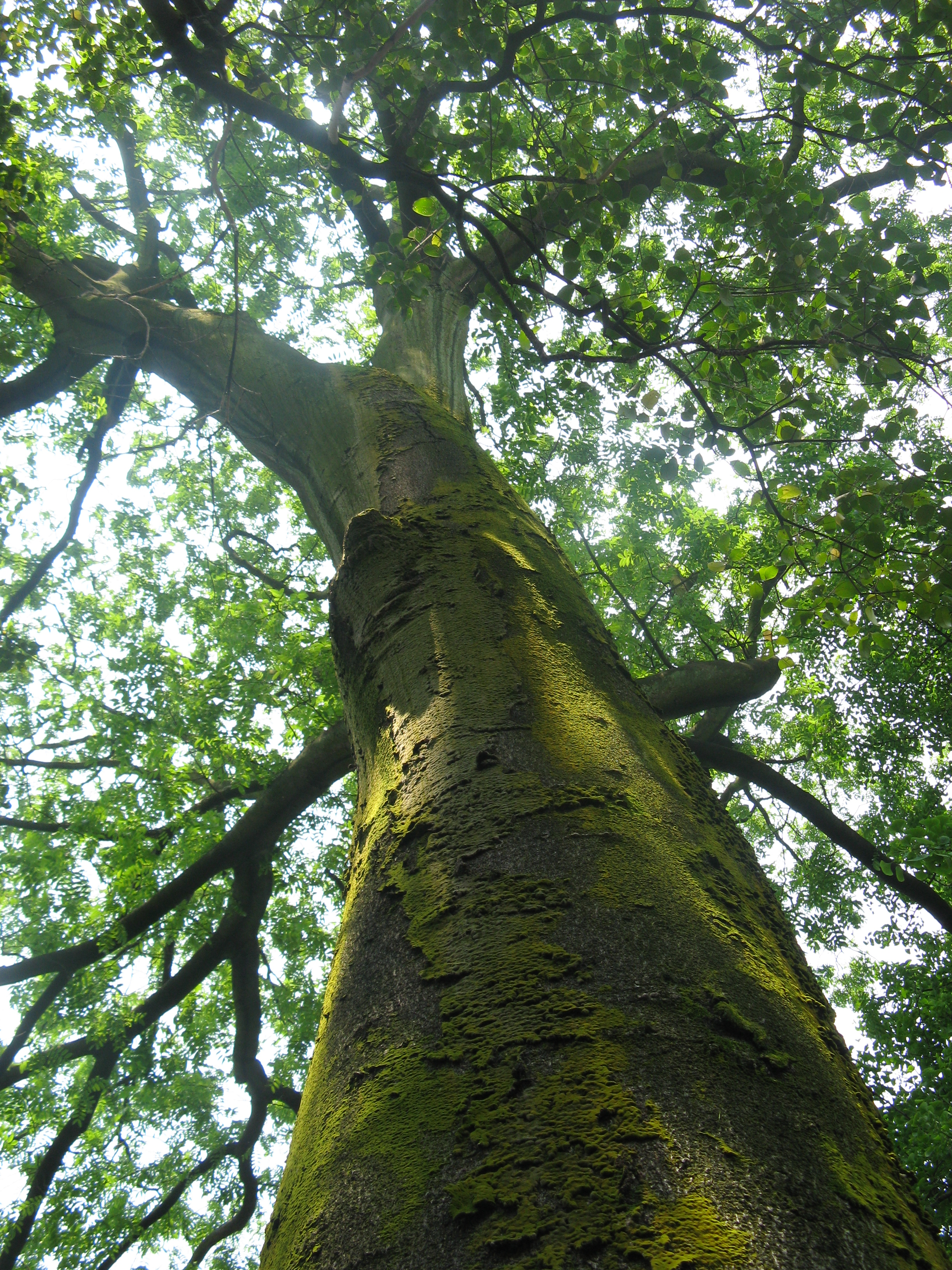
Arbre de 60 anys Toona ciliata var. pubescens a Hunan, Xina
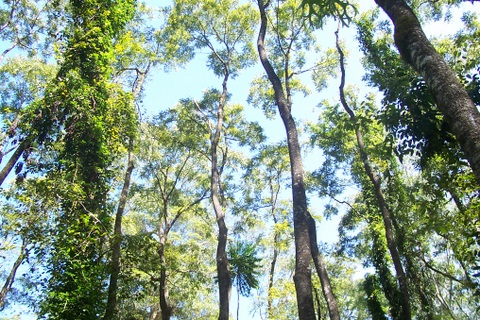
Toona ciliata prop de Kempsey, Nova Gal·les del Sud
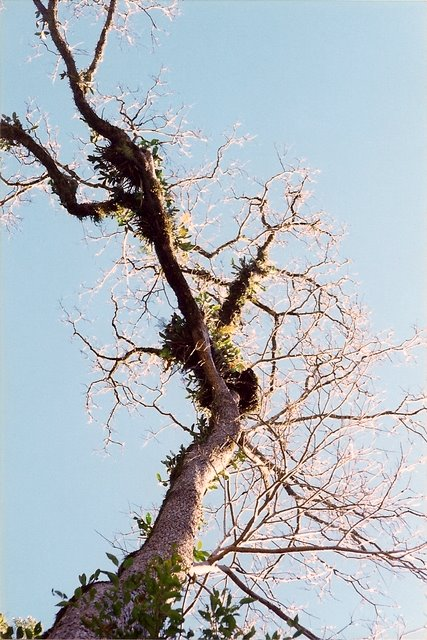
Toona ciliata de 40 metres, sense fulles a l'agost amb orquídies epífites Dendrobium a Barrington Tops, Austràlia